# Milton Kraus

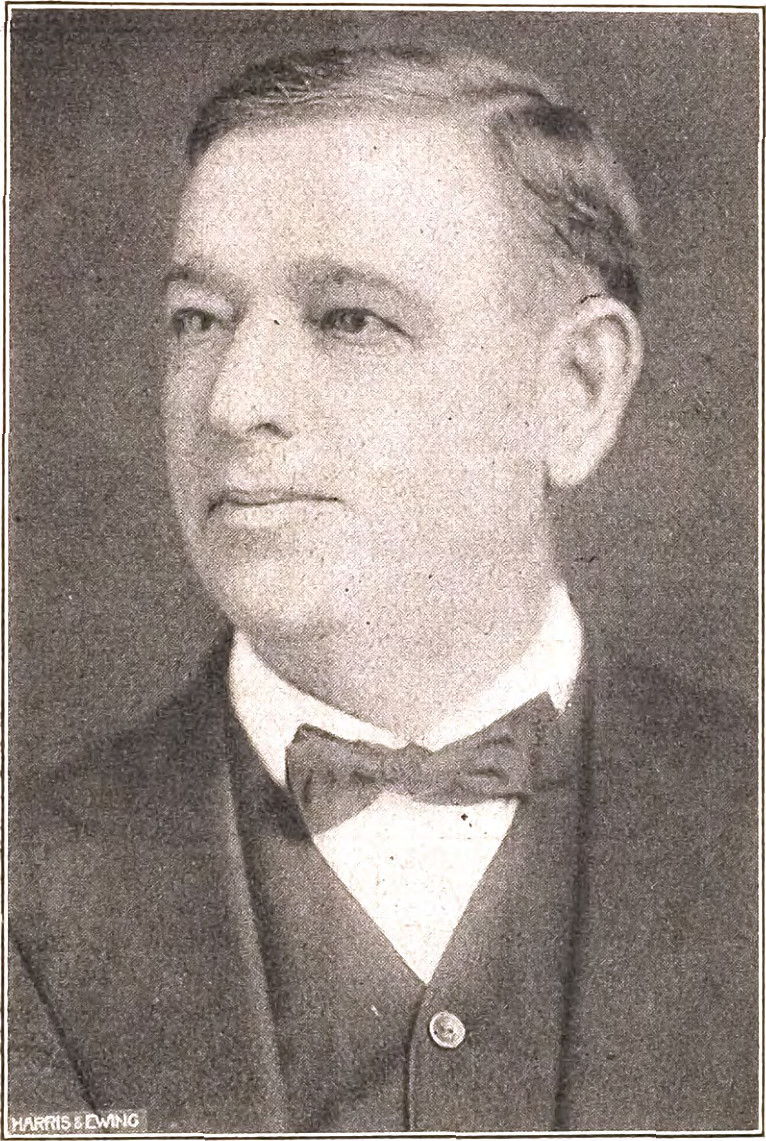
Milton Kraus – Político americano

Milton Kraus (26 de junho de 1866 – 18 de novembro de 1942), foi um advogado e político americano que serviu três mandatos como Representante dos EUA pelo estado de Indiana de 1917 a 1923.

## Biografia
Nascido em Kokomo, Indiana, filho de pais judeus-alemães, Kraus frequentou as escolas comuns e secundárias. Ele se formou no departamento de direito da Universidade de Michigan em Ann Arbor em 1886. Foi admitido na ordem dos advogados em 1887 e começou a praticar em Peru, Indiana. Ele organizou uma companhia de voluntários para a Guerra Hispano-Americana.

### Carreira política
Ele foi um eleitor presidencial na eleição presidencial de 1908.
Kraus foi eleito como Republicano para o sexagésimo quinto, sexagésimo sexto e sexagésimo sétimo Congressos (4 de março de 1917 a 3 de março de 1923). Ele foi um candidato não bem-sucedido para reeleição em 1922 para o sexagésimo oitavo Congresso.

### Carreira posterior e morte
Ele retomou as atividades de fabricação. Ele faleceu em Wabash, Indiana, em 18 de novembro de 1942. Foi sepultado no Cemitério Mount Hope, em Peru, Indiana.